# Myrothecium roridum
La mancha foliar es producida por Myrothecium roridum: hongo saprofito patógeno de plantas. Vive en el suelo. Produce conidias en esporodoquios muy característicos, de 1-2 mm de diámetro. En Begonia tuberosa sus síntomas son manchas foliares circulares y luego irregulares de 25 mm de diámetro. Las lesiones son por zonas y se extienden a lo largo de los nervios de las hojas.
Es agente de la pudrición del cuello de plantas de pensamiento Viola tricolor L.. Les afecta la germinación de las semillas y ocasiona necrosis en la radícula en emergencia. En plantas adultas, provoca pardeamiento y necrosis de la zona del cuello con producción de esporodoquios. Además: clorosis, marchitamiento, colapso de las plantas.